# NRK Folkemusikk
NRK Folkemusikk je desátý rozhlasový kanál společnosti NRK. Byl prvním v Norsku, který vysílal výhradně přes DAB a Internet. Na kanále nejsou moderátoři, vysílá pouze tradiční norskou lidovou hudbu a také některé sklaby world music. Kanál využívá nahrávky lidové hudby z archivů NRK, které obsahují přes 50 000 nahrávek od roku 1934 do současnosti. Kanál začal vysílat pod názvem NRK Alltid Folkemusikk dne 7. prosince 2004, ale později svůj název zkrátil na současný NRK Folkemusikk.